# Onzichtbare hand
De onzichtbare hand is het zelfregulerende effect van een markt waar iedereen slechts eigenbelang nastreeft, maar daarmee collectief welvaart weet te creëren.
Het idee van een onzichtbare hand komt drie maal voor in het werk van de Schotse filosoof en econoom Adam Smith. In een van de gevallen, in zijn boek The Wealth of Nations, verwijst de uitdrukking naar het effect dat het najagen van eigenbelang door kapitalisten het algemeen belang dient, doordat zij de nationale productie verhogen en zo de collectieve rijkdom van een land vergroten. De andere twee keer heeft de uitdrukking andere betekenissen.
Bij latere auteurs verwijst de onzichtbare hand naar een scala aan economische effecten: het vermogen van de vrije markt om collectieve welvaart te scheppen, de vorming van prijsevenwicht op een dergelijke markt, een bredere notie van het scheppen van sociale orde door het najagen van eigenbelang, het concurrentieprincipe, het wederzijds voordeel dat besloten ligt in handel, etc.

## De hand van de markt
De onzichtbare hand uit The Wealth of Nations (1776) is een gevleugelde metafoor voor de efficiëntie van de markt geworden in klassieke en neoklassieke scholen van de economie, en meer in het algemeen voor het principe van methodologisch individualisme. De onzichtbare hand zou via eigenbelang, mededinging en marktwerking een toestand van harmonie en welvaart bewerkstelligen, wat regelmatig wordt gebruikt om het idee van laisser faire te rechtvaardigen.
Critici brengen hier de beperkingen van het model tegenin. De nadelige effecten zouden worden afgewenteld op anderen door wat E.K. Hunt en Ralph d’Arge de 'onzichtbare voet' hebben genoemd, verwijzend naar milieuschade en sociale dumping van de ongebreidelde marktwerking.
Ook Adam Smith zelf gaf al aan dat een markt snel onevenwichtig wordt doordat producenten geneigd zijn samen te spannen, en daardoor een relatieve machtspositie verkrijgen ten opzichte van de consument. Hierdoor wordt de vrije marktwerking snel verstoord, en aldus wordt ook het maatschappelijk optimale prijsniveau niet bereikt, prijzen zullen te hoog zijn. De werking van de onzichtbare hand wordt dus snel gefrustreerd.

## De hand die herverdeelt
In zijn eerdere werk The Theory of Moral Sentiments (1759) gebruikt Smith de uitdrukking onzichtbare hand ook een keer, maar nu in de context van inkomensverdeling. Hij vertelt een verhaal over rijken die meer voedsel kopen dan ze op kunnen, en dus besluiten de rest te verdelen onder de armen. (In The Wealth of Nations keert Smith zich overigens tegen dit idee en beoordeelt hij spilzuchtige rijken en hun bedienden als "onproductief".) In de handen van de neoklassieke economen wordt Smiths verhaal een soort trickle down-theorie van herverdeling, waarin de spilzucht van de rijken voor een gelijke verdeling zorgt door de resulterende werkgelegenheid.
W.D. Grampp wijst op twee problemen met deze passage. Ten eerste is onduidelijk waarom Smith, die toch jaren economie doceerde toen hij Moral Sentiments schreef, een zo naïef idee van inkomensverdeling zou aanhangen. Het andere probleem betreft de latere interpretatie: als de herverdeling plaatsvindt via de beloning van arbeid, dan is de werking van het effect helder genoeg om geen onzichtbare hand nodig te hebben.

## De hand van Jupiter
De derde onzichtbare hand dient in een vroeg werk van Smith over astronomie ter behandeling van een primitieve vorm van religie: een ideeënstelsel waarin de gewone gebeurtenissen regelmatige patronen vertonen, terwijl de uitzonderlijke verklaard worden als gestuurd door de onzichtbare hand van Jupiter. Sommige Smith-interpreten hebben deze onzichtbare hand aangegrepen om een ironische lezing van zijn latere werk te geven. Hiertegen valt in te brengen, dat de hand in Moral Sentiments duidelijk een positieve rol speelt en dat Smiths werken te zeer verschillen van opzet om één interpretatie af te dwingen.